# Hugo Ollas
Hugo Carl Joel Ollas, född 24 april 2002 i Linköping, är en svensk professionell ishockeymålvakt som spelar för Hartford Wolf Pack i AHL. Hans moderklubb är Linköping HC som han gjorde seniordebut med 2021. Dessförinnan, vid NHL-draften 2020 valdes han i den sjunde rundan, som 197:e spelare totalt, av New York Rangers. Efter tre säsonger med collegehockey för Merrimack Warriors i NCAA skrev han 2024 NHL-kontrakt med Rangers. Säsongen 2024/25 spelade han för farmarklubbarna Bloomington Bison och Worcester Railers i ECHL.

## Karriär
Ollas påbörjade sin ishockeykarriär i moderklubben Linköping HC och spelade i klubbens ungdoms- och juniorsektioner. Säsongen 2017/18 tog han ett SM brons med Linköpings U16-lag. I U16 Elits södra division hade Ollas bäst genomsnitt insläppta mål per match (2.28). Den efterföljande säsongen spelade han med Linköping HC U18 där han utsågs till seriens bästa målvakt. Han hade i den södra divisionen bäst genomsnitt insläppta mål per match (1.39) samt bäst räddningsprocent (94,2). Laget tog sig till semifinal i slutspelet där man förlorade mot Frölunda HC efter förlängningsspel. Man förlorade därefter också matchen om tredjepris mot Skellefteå AIK. Säsongen 2019/20 delade Ollas på målvaktsrollen i Linköpings J20-lag tillsammans med Matteus Ward, där han höll nollan vid två tillfällen.
Vid NHL Entry Draft 2020 i oktober 2020 valdes Ollas av New York Rangers i den sjunde rundan som 197:e spelare totalt. Samma säsong, 2020/21, spelade han nio matcher för Linköping J20 innan säsongen ställdes in i januari 2021 på grund av Covid-19-pandemin. I denna förkortade och avbrutna säsong hade Ollas bäst genomsnitt insläppta mål per match i J20 Nationell Södra (2.20). Den 25 februari samma år gjorde Ollas SHL-debut för Linköpings seniorlag. Han räddade 18 av 20 skott i en 2–1-förlust mot Växjö Lakers HC. Han gjorde ytterligare ett framträdande i SHL då han den 29 mars 2021 byttes in och spelade drygt 26 minuter i en 1–7-förlust mot Luleå HF. Han släppte en puck förbi sig och noterades för tio räddningar. Under säsongen lånades han också under en period ut till BIK Karlskoga i Hockeyallsvenskan, där han dock aldrig fick spela någon match.
I början av april 2021 stod det klart att Ollas lämnat Sverige för spel i Nordamerika med Merrimack College. De tre följande säsongerna spelade han för Merrimack Warriors i NCAA. I sin andra collegesäsong höll han nollan vid fem tillfällen. Den 15 mars 2024 bekräftades det att Ollas skrivit ett tvåårsavtal med New York Rangers i NHL. Dagen därpå stod det klart att Rangers farmarklubb i AHL, Hartford Wolf Pack, skrivit ett try out-avtal med Ollas. Han spelade en match för klubben denna säsong; han gjorde AHL-debut den 20 april 2024 i en 6–4-seger mot Springfield Falcons, där han räddade 14 av 18 skott.
Inför säsongen 2024/25 meddelade Rangers att man skickat Ollas till farmarklubben Wolf Pack i AHL. Det bekräftades sedan, i början av oktober, att Ollas skickats till Bloomington Bison i ECHL. Han spelade elva matcher för Bison fram till och med årsskiftet. Den 3 januari 2025 bekräftades det att Ollas skickats till Worcester Railers i ECHL av Rangers. Han spelade återstoden av säsongen för Railers och spelade totalt 22 matcher för klubben. Railers misslyckades att ta sig till Kelly Cup-slutspelet varför det den 15 april 2025 meddelades att han kallats tillbaka till Wolf Pack i AHL; dock utan att få någon speltid.

## Statistik
M = Matcher; V = Vinster; F = Förluster; MIN = Spelade minuter; IM = Insläppta Mål; R = Antal räddningar; N = Hållit nollan; GIM = Genomsnitt insläppta mål per match; R% = Räddningsprocent
| 2020–21     | Linköping HC       | SHL         | 2  | 0  | 1  | 90    | 3   | 28    | 0 | 1.99 | 90.3 | — | — | — | — | — | — | — | — | — |
| 2021–22     | Merrimack Warriors | NCAA        | 18 | 10 | 6  | 964   | 36  | 414   | 1 | 2.24 | 92.0 | — | — | — | — | — | — | — | — | — |
| 2022–23     | Merrimack Warriors | NCAA        | 21 | 10 | 9  | 1 192 | 46  | 497   | 5 | 2.32 | 91.5 | — | — | — | — | — | — | — | — | — |
| 2023–24     | Merrimack Warriors | NCAA        | 21 | 7  | 12 | 1 163 | 55  | 540   | 0 | 2.84 | 90.8 | — | — | — | — | — | — | — | — | — |
| 2023–24     | Hartford Wolf Pack | AHL         | 1  | 1  | 0  | 60    | 4   | 14    | 0 | 4.00 | 77.8 | — | — | — | — | — | — | — | — | — |
| 2024–25     | Bloomington Bison  | ECHL        | 11 | 2  | 8  | 528   | 28  | 223   | 0 | 3.18 | 88.8 | — | — | — | — | — | — | — | — | — |
| 2024–25     | Worcester Railers  | ECHL        | 22 | 10 | 11 | 1231  | 63  | 558   | 0 | 3.17 | 89.6 | — | — | — | — | — | — | — | — | — |
| NCAA totalt | NCAA totalt        | NCAA totalt | 60 | 27 | 27 | 3 319 | 137 | 1 451 | 6 | 2.47 | 91.3 | — | — | — | — | — | — | — | — | — |
| ECHL totalt | ECHL totalt        | ECHL totalt | 33 | 12 | 19 | 1 759 | 91  | 781   | 0 | 3.10 | 89.5 | — | — | — | — | — | — | — | — | — |
| SHL totalt  | SHL totalt         | SHL totalt  | 2  | 0  | 1  | 90    | 3   | 28    | 0 | 1.99 | 90.3 | — | — | — | — | — | — | — | — | — |
| AHL totalt  | AHL totalt         | AHL totalt  | 1  | 1  | 0  | 60    | 4   | 14    | 0 | 4.00 | 77.8 | — | — | — | — | — | — | — | — | — |